# Karl Blattner
Karl Blattner (* 22. Dezember 1805 in Küttigen; † 30. Juni 1883 in Aarau; heimatberechtigt in Küttigen) war ein Schweizer Politiker und Richter. Im Jahr 1849 war er Ständerat, von 1851 bis 1862 Regierungsrat des Kantons Aargau.

## Biografie
Der Sohn des Richters Andreas Blattner besuchte die Küttiger Dorfschule. Nach dem frühen Tod seiner Eltern sollte er Schreiner werden, doch sein Bruder Johann, Theologiestudent in Basel, nahm ihn bei sich auf und ermöglichte ihm den Besuch des Gymnasiums am Münsterplatz; zu seinen Lehrern gehörte unter anderem Alexandre Vinet. Später wechselte Blattner an die Kantonsschule in Aarau und ging in dieselbe Klasse wie Augustin Keller. An der Universität Basel studierte er Recht unter Wilhelm Snell. Nach einem zweijährigen Praktikum auf der Gerichtskanzlei in Zofingen schloss er 1831 sein Studium an der Universität Freiburg im Breisgau ab.
1830 bestand Blattner die Prüfung als Notar, von 1833 bis 1842 war er Präsident des Bezirksgerichts Aarau. Politisch stand er den radikalen Liberalen nahe und wurde 1831 in den Grossen Rat gewählt, dem er ununterbrochen bis 1852 und nochmals 1863/64 angehörte. Unter seinem Vorsitz fällte der Grosse Rat am 13. Januar 1841 den Beschluss zur Aufhebung der Klöster. In den Jahren 1838 und 1842 vertrat er den Aargau an den eidgenössischen Tagsatzungen, 1849 im Ständerat.
Nachdem er ab 1849 als Verfassungsrat an der Entstehung der neuen Kantonsverfassung mitgewirkt hatte, wurde Blattner 1851 in den Regierungsrat gewählt. In den ersten Amtsjahren leitete er die Finanzdepartement, ab 1856 stand er dem Baudepartement vor. 1862 bestätigte der Grosse Rat Blattner nicht mehr als Regierungsrat. Er übernahm 1864 wiederum das Präsidium des Bezirksgerichts Aarau und war ab 1869 Mitglied des Obergerichts, dem er bis zu seinem Tod angehörte. Blattner war hauptsächlich für die Gründung der Ersparnisgesellschaft Küttigen im Jahr 1834 verantwortlich und war bis 1864 deren Präsident. Darüber hinaus war er Verwaltungsrat der Aargauischen Bank (Vorläuferin der Kantonalbank) und der Schweizerischen Centralbahn.